# Hologic
Hologic (NASDAQ: HOLX) é uma empresa que desenvolve, fabrica e fornece sistemas médicos de imagem e diagnóstico relacionados com a saúde feminina. Desenvolve tecnologias de imagem digital para aplicações gerais de radiografia e mamografia.